# Ulrich Steinbach

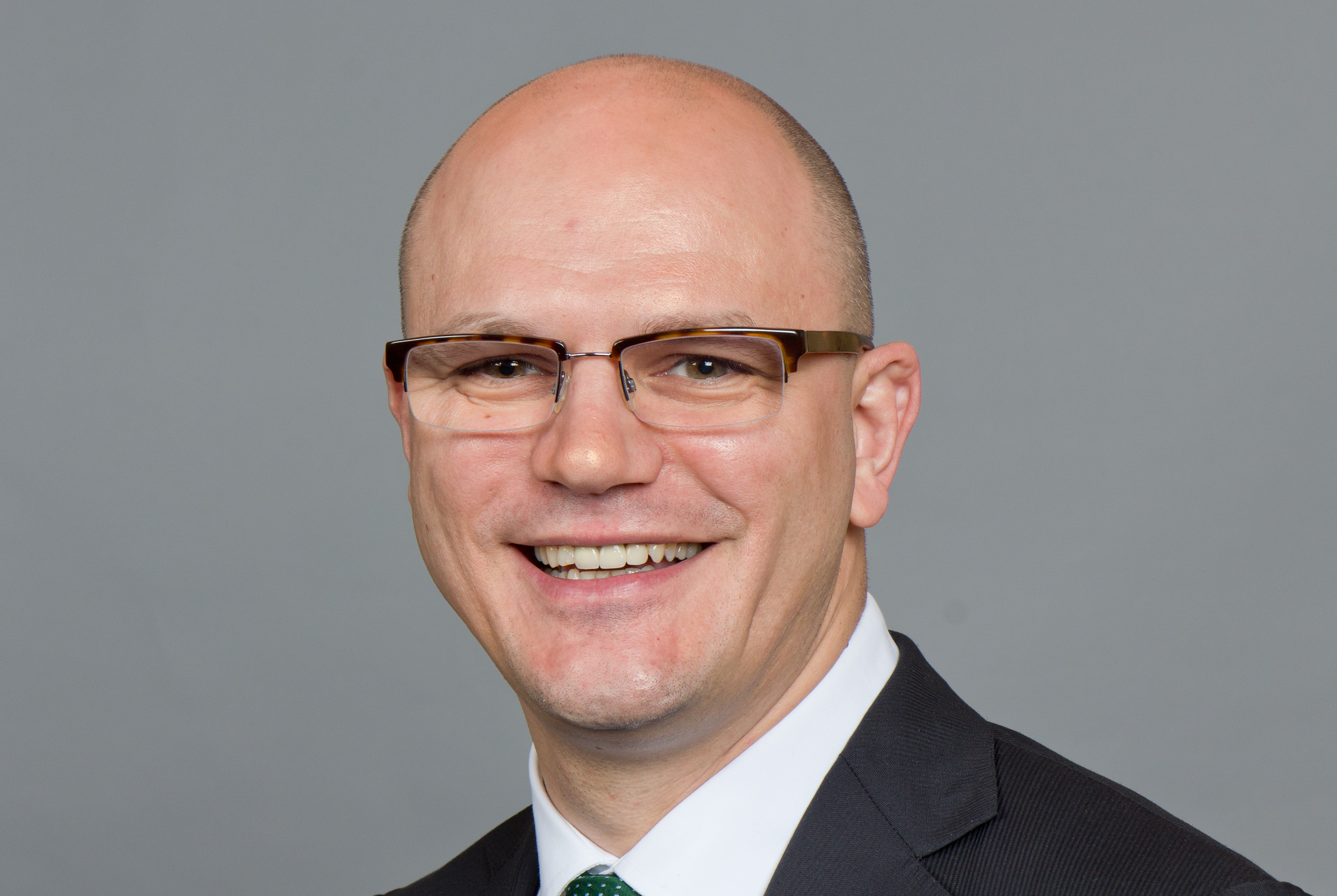
Ulrich Steinbach (2014)

Ulrich Steinbach (* 24. Juni 1968 in Stuttgart) ist ein deutscher Politiker (Bündnis 90/Die Grünen) und Landesbeamter in Baden-Württemberg, zuvor in Rheinland-Pfalz und Hessen.

## Leben, Ausbildung und Beruf
Ulrich Steinbach wurde in 1968 Stuttgart geboren und ist dort, in Schwieberdingen sowie in Ludwigsburg aufgewachsen und in Markgröningen zur Schule gegangen. Er legte 1987 sein Abitur ab und studierte ab 1988 Politikwissenschaft, Volkswirtschaftslehre und Soziologie an der Universität Stuttgart. Er arbeitete bis 1994 als Schallplattenverkäufer und betrieb bis 1996 einen Werbeverlag. Seit 1998 ist er Mitglied bei Bündnis 90/Die Grünen. Für die Grünen der Landtagsfraktion Baden-Württemberg war Steinbach bis 1998 als wissenschaftlicher Mitarbeiter für Medien und Kultur tätig. Anschließend verdiente er seinen Lebensunterhalt bis 2000 als Angestellter im Bereich Werbung/Öffentlichkeitsarbeit und Beratung und absolvierte 2003 ein Ergänzungsstudium der Verwaltungswissenschaft an der Deutschen Hochschule für Verwaltungswissenschaften Speyer.
Er war bis 2010 Mitglied im Vorstand des Ortsverbands Mainz-Neustadt. Von 2004 bis 2006 war Steinbach Mitglied des Kreisvorstands Mainz der Grünen. Als Referent und Geschäftsführer der Fraktion der Grünen im rheinland-pfälzischen Landtag kam Ulrich Steinbach im Jahr 2000 nach Mainz, wo er bis 2006 wirkte. Während dieser Zeit setzte er sich gegen den Bau eines Kohlekraftwerks der Kraftwerke Mainz-Wiesbaden auf der Ingelheimer Aue ein, da ihm die Energiepolitik ein wichtiges Anliegen ist. Nach seiner Ansicht seien „100 Prozent Erneuerbare Energien möglich und die richtige Alternative zu Atom- und Kohlekraft“. Nach der für die Grünen verlorenen Landtagswahl in Rheinland-Pfalz 2006 machte er sich als Berater für Haushalts- und Verwaltungsmodernisierung selbständig. 
Seit 2009 war Steinbach Aufsichtsrat der Wohnbau Mainz und im Folgejahr wurde er Mitglied des Aufsichtsrats der Holding Zentrale Beteiligungsgesellschaft Mainz. Die ZBM soll durch die Landeshauptstadt Mainz zu einer Steuerungs- und Finanzorganisation für die von ihr gehaltenen Gesellschaften, Eigenbetriebe, Zweckverbände und Beteiligungen entwickelt werden. Er war zur Zeit der Landtagswahl in Rheinland-Pfalz 2011 Referent beim Hessischen Rechnungshof in Darmstadt, wo er seit 2009 tätig war. Bei der Landtagswahl 2011 kandidierte erstmals für Bündnis 90/Die Grünen im Wahlkreis Ingelheim am Rhein als Direktkandidat sowie auf Platz 10 der Landesliste der Grünen und wurde mit 17 weiteren Grünen in den 16. Landtag von Rheinland-Pfalz gewählt. Steinbach war als Experte für Haushaltsfragen Mitglied der Verhandlungskommission für die Bildung einer rot-grünen Landesregierung. Er koordinierte in der Fraktion den Arbeitskreis I (Umwelt, Wirtschaft, Finanzen), und vertrat Bündnis 90/Die Grünen in den Landtagsausschüssen für Haushalt und Finanzen, Wirtschaft, Klimaschutz, Energie und Landesplanung sowie der Enquete-Kommission „Kommunale Finanzen“. 
Im November 2014 wurde er vom Landtag in Rheinland-Pfalz auf Vorschlag der Ministerpräsidentin Malu Dreyer zum Vizepräsidenten des Rechnungshofes in Rheinland-Pfalz gewählt und legte sein Mandat im Landtag sowie alle Mandate in Aufsichtsräten nach der Ernennung nieder. Sein Nachfolger im Landtag wurde Wolfgang Schlagwein. Am 18. Dezember 2014 wurde er zum Vizepräsidenten des Rechnungshofes Rheinland-Pfalz ernannt; dort verantwortete er als Prüfungsgebietsleiter die Bereiche Kommunale Unternehmen, Krankenhäuser und Universitätsmedizin Mainz sowie Justiz und Verbraucherschutz. Von Januar 2015 bis August 2016 führte er dieses Amt aus. In dieser Zeit nahm er auch Aufgaben der internationalen Beratung für die öffentliche Finanzkontrolle bei der OECD wahr.
Am 1. September 2016 wurde er als Nachfolger von Simone Schwanitz zum Ministerialdirektor und Amtschef im Ministerium für Wissenschaft, Forschung und Kunst Baden-Württemberg ernannt.
In dieser Eigenschaft war er u. a. Mitglied bei der Amtschefskonferenz der Kultusministerkonferenz KMK. Ab 2017 war er Aufsichtsratsvorsitzender beim Universitätsklinikum Tübingen, ab 2018 auch Aufsichtsratsvorsitzender beim Universitätsklinikum Ulm und ab 2020 Vorsitzender des Aufsichtsrats beim Zentrum für Europäische Wirtschaftsforschung in Mannheim.
Im Juli 2021 versetzte ihn Ministerpräsident Winfried Kretschmann in den einstweiligen Ruhestand, da für die Ministerin Theresia Bauer „wesentliche Voraussetzungen für eine erfolgreiche Zusammenarbeit mit dem Ministerialdirektor nicht mehr gegeben“ seien. Ihm folgte Hans Reiter nach.

## Wissenschaft
Ulrich Steinbach ist neben seiner politischen und Verwaltungstätigkeit auch als wirtschafts- und finanzwissenschaftlicher Autor tätig. Er verfasste unter anderem folgende wissenschaftliche Artikel und Beiträge:
- Budgetäre Nachhaltigkeit der Haushalte der Bundesländer – theoretische Grundlagen, Messkonzepte, Probleme. In: Nachhaltige Entwicklung – das neue Paradigma in der Ökonomie. Metropolis-Verlag, Marburg 2010. ISBN 978-3-89518-797-1
- Umsetzung der Schuldenbremse in Rheinland-Pfalz. Vorreiter und Vorbild? In: Jahrbuch für öffentliche Finanzen 2013. Berliner Wissenschafts-Verlag, Berlin 2013. ISBN 978-3-8305-0920-2
- Formen- und Funktionenwandel der öffentlichen Finanzkontrolle aus der Sicht des Parlaments. In: Moderne Finanzkontrolle und öffentliche Rechnungslegung. Denkschrift zu Ehren von Manfred Eibelshäuser. Luchterhand-Verlag, Köln 2013. ISBN 978-3-556-06417-7
- Public Corporate Governance: Perspektive eines Landesrechnungshofes. In: 4. Speyerer Tagung zu Public Corporate Governance. Aufsicht und Leitung eines zukunftsfähigen Beteiligungsmanagements für Städte und Kommunen, Bund und Länder, Speyerer Arbeitsheft Nr. 225, Speyer 2016.
- Deutsch als Wissenschaftssprache – Gebot oder Wettbewerbsnachteil? In: Die Sprache von Forschung und Lehre. Lenkung durch Konzepte der Ökonomie?. Nomos Verlag, Baden-Baden 2020. ISBN 978-3-8487-6111-1.